# 남극순환류

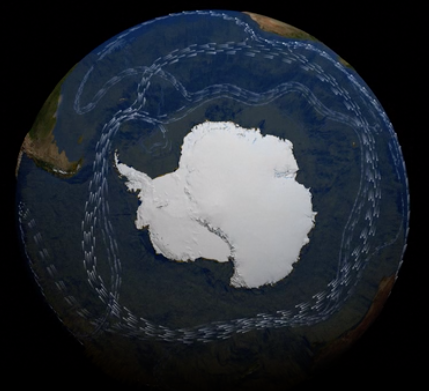
남극순환류, 전지구적으로 일어나는 열염순환과 연결된다.

남극순환류(영어: Antarctic Circumpolar Current)는 남극대륙을 바라볼 때 시계방향, 서에서 동으로 흐르는 해류이며 이러한 이유로 서풍 표류(West Wind Drift)라고도 불린다. 남극순환류는 남극해의 주된 순환 특성으로 100-150Sverdrups(Sv, 백만 m3/s) 또는 그 이상으로 추정되는 평균 수송량을 가지고 있어 가장 큰 해류이다. 이 해류는 남극과 연결되어 있는 육지가 거의 없어 극 주위를 순환하고, 이로 인해 따뜻한 해수가 남극으로부터 멀어져 남극이 거대한 빙상을 유지할 수 있게 해준다.
차가운 남극의 물과 따뜻한 아남극의 물과 만나면서 영양분이 높아지는 지역이 생성되는 남극수렴대는 극순환류와 관련이 있다. 이들은 요각류, 크릴새우와 연관된 높은 수준의 식물성 플랑크톤을 양성하며, 그로 인해 물고기, 고래, 바다표범, 펭귄, 알바트로스, 그리고 다른 많은 종들을 지원하는 먹이사슬을 형성한다.
선원들에게 수세기동안 알려져 온 바로 의하면 남극순환류는 대부분 편서풍으로 인해 서에서 동으로의 이동 속도를 크게 높여주지만, 동에서 서로의 항해는 매우 어렵게 만든다. 세계에서 가장 빠른 항해 경로인 동쪽으로 향하는 클리퍼 항로는 남극 환류를 따라 아굴라스곶(아프리카), 사우스이스트곶(호주), 혼곶(남아메리카) 이 세 개의 곶 주위를 지나간다. 세계에서 가장 빠른 항해 경로인 동쪽으로 향하는 클리퍼 항로는 남극 환류를 따라 아굴라스곶(아프리카), 사우스이스트곶(호주), 혼곶(남아메리카) 이 세 개의 곶 주위를 지나간다.
또한 남극순환류는 로스(Ross) 환류와 웨델(Weddell) 환류를 생성한다.

## 구조

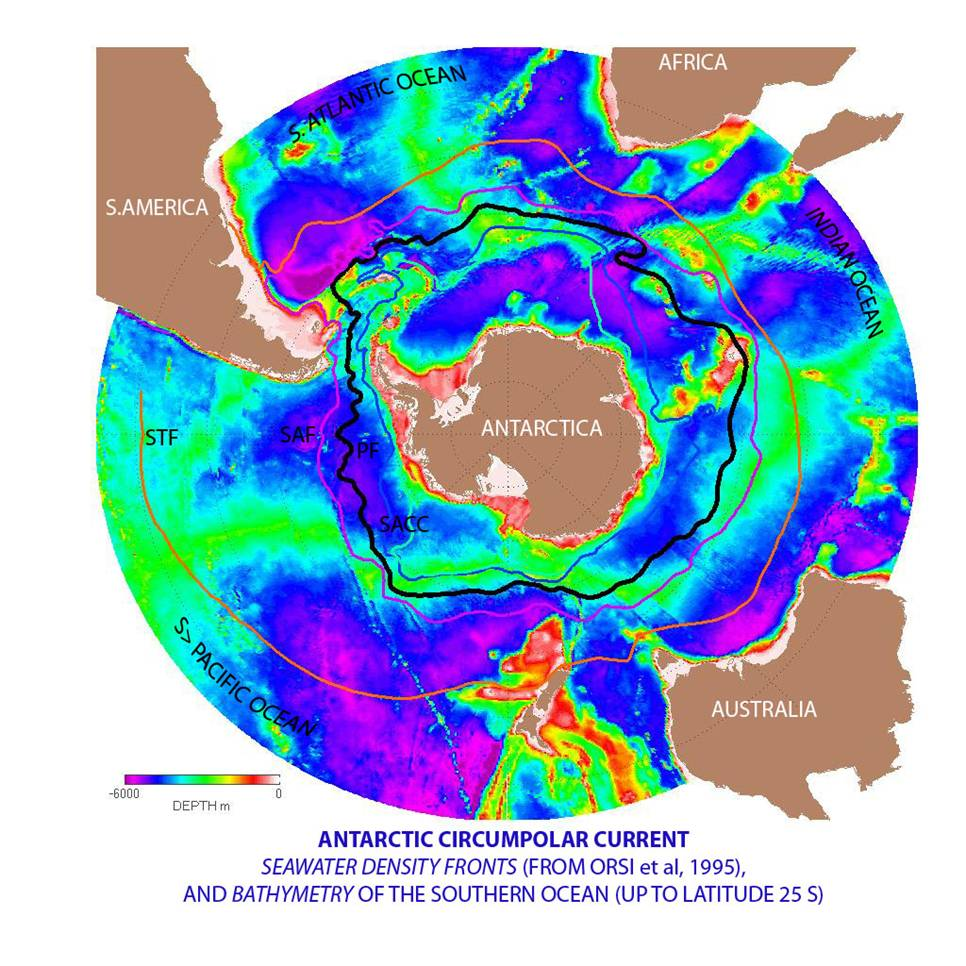
남극순환류(ACC)는 가장 강한 해류이며, 태평양, 대서양, 인도양을 연결하는 유일한 해류이다. (NASA/JPL-Caltech)

남극순환류는 대서양, 태평양, 인도양을 연결하고 이들 사이의 중요한 연결고리 역할을 한다. 이 해류는 지형과 심해 측심의 특징들에 의해 강하게 제한적으로 시작하는 것을 추적하기 위해 남미와 남극반도 사이의 드레이크 해협 통해 흐르며, 북쪽으로 방향을 틀기 전에 포클랜드(Falkland) 해류에서 북쪽으로 흐르는 얕은 따뜻한 가지와 동쪽으로 더 깊은 가지를 지나면서 스코티아 아크(Scotia Arc)에 의해 동쪽으로 갈라진다. 인도양을 지나면서, 해류는 케르겔렌 해대로 갈라지기 전에 아굴라스(Agulhas) 귀환 해류를 형성하기 위해 먼저 아굴라스(Agulhas) 해류를 역반사하고, 다시 북쪽으로 움직인다. 굴절은 또한 그것이 남태평양 중부 해령을 지나가는 것처럼 보인다.

### 전선
환류는 아남극 전선(SAF), 극전선(PF), 남부남극순환전선(SACC) 세 개의 전선 (기상학)을 동반한다. 더욱이, 남반구의 해수는 아열대 전선(STF)에 의해 더 짜고 따뜻한 아열대 해수로부터 분리된다.
남극순환류의 북쪽 경계는 아남극 전선(SAF)의 북쪽 가장자리에 의해 정의되며, 이것은 드레이크 해협을 자나가는 가장 북쪽의 해수이기 때문에 극 주위를 순환한다. 남극순환류 수송의 대부분은 이 전선으로 운반되며 이 전선은 온도 지배 밀도 계층화에 의해 허용되는 최소 표면 염도 또는 무성층 아남극 해수의 두꺼운 층이 처음 나타나는 위도로 결정된다. 남쪽으로는 극전선이 놓여있는데, 이 극전선은 표층에서 해수를 매우 차갑고 비교적 신선한 상태로 전환되어 나타난다. 이 곳의 온도의 최솟값은 낮은 온도로 인한 염도 지배 밀도 계층화에 의해 허용된다. 더 남쪽으로는 남부남극순환전선이 있으며, 환남극 심층수의 최남단 범위(400m에서 약 2 °C)로 결정된다. 이 수괴는 서부 남극 반도의 대륙붕단을 따라 흐르며 드레이크 해협을 통해 흐르는 가장 남쪽의 해수이고 극 주위를 순환한다. 수송의 대부분은 두 전선 가운데에서 이루어진다.
드레이크 해협에서 남극순환류의 총 수송량은 약 135Sv으로 추정되며, 이는 전 세계 강물 수송량의 135배이다. 인도양에는 비교적 작은 흐름에 영향을 미치며, 태즈메이니아주 남쪽의 수송은 약 147Sv에 이르는데, 이 지점에서 해류는 아마도 지구상에서 가장 클 것이다.

## 원동력
극순환류는 남극해의 위도에서 강한 서풍에 의해 움직인다.
대륙이 위치한 위도에서, 지표수 위에 부는 바람은 이 대륙 가까이에 표수를 쌓을 수 있다. 그러나 남극해에서는 수면 위로 전달되는 운동량이 이러한 방식으로 상쇄될 수 없다. 이에 극순환류가 바람에 의해 전달된 운동량의 균형을 잡는 방식에 대한 다른 이론이 있다. 바람으로 인해 동쪽으로 갈수록 빨라지는 현상은 코리올리 효과의 결과로 수괴가 지구의 자전축 바깥쪽 즉, 북쪽으로 표류를 한다. 이 이유로 북쪽 에크만 수송은 주요 융기 시스템의 깊이보다 아래에서 압력에 의한 남쪽으로의 흐름에 의해 균형을 이룬다. 다른 이론들은 이런 흐름을 직접적으로 연결해, 남극해 아래 밀도가 높은 심해수가 용승하고, 이 물이 표수로 변하며, 북쪽과 반대 방향으로 변한다는 것을 시사한다. 이러한 이론들은 극순환류의 규모를 전지구적으로의 열염순환, 특히 북대서양의 특징과 연결시킨다.
그 대신에, 바다의 와류, 대기 폭풍과 같은 해양성 폭풍, 또는 극순환류의 구불구불한 대규모 파도는 기둥 형태의 수괴에서 운동량을 아래로 직접 전달할 수 있다. 이는 이러한 흐름이 밀도의 변환 없이 물기둥 속에서 남쪽으로의 순흐름, 융기시 북쪽으로의 순흐름을 생성하기 때문이다. 실제로 열염분과 와류/곡류 메커니즘 모두 중요할 것이다.
뉴질랜드 남부의 맥코리 강 능선에서 해류는 약 4 km/h (2.5 mph)의 속도로 흐른다. 남극순환류는 시간에 따라 다르다. 이것의 증거는 남반구의 많은 기후에 영향을 미치는 주기적인 진동인 남극 순환의 파동이다. 또한 남극의 진동은 남극 바람의 위치와 강도의 변화를 포함한다. 남극의 진동 경향이 지난 20년 동안 극순환류의 수송이 증가했음을 설명하기 위한 가설로 세워져 왔다.

## 형성
남극순환류의 시작에 대한 공식적인 추정치는 다양하지만 주로 신생대 초 팔레오기 시대인 에오세와 올리고세의 경계에서 시작된 것으로 간주된다. 남극 대륙의 고립과 남극순환류의 형성은 호주와 남극 사이의 태즈매니안 항로와 드레이크 해협 형성 시기에 대해 알아야 할 필요가 있다.
태즈매니안 항로는 3350만 년 전 동쪽 남극 대륙과 호주가 분리되어 해수 순환이 시작되면서 형성된 것으로 기록되고 있다. 남아프리카 대륙과 남극 반도 사이에 존재하는 드레이크 해협의 시작 시기에 관해서는 더욱 논란이 있다. 드레이크 해협 형성 시기를 추정 할 수 있을 만한 기록인 퇴적물과 지질학적 증거들은 그 추정치가 2000만 년 ~ 4000만 년 사이로, 태즈매니아 형성 시기라고 추정되는 3400만 년 이전만큼이나 일찍 시작된 것임을 가리키고 있다.
이러한 해류가 형성됨으로써 남극 대륙이 고립이 되고 생성된 남극순환류가 더욱 냉각시키며 에오세 시대 남극 대륙에 빙하가 형성되고, 전반적인 지구의 냉각을 야기했음을 많은 연구들에 의해 받아들여지고 있다.

## 식물성플랑크톤

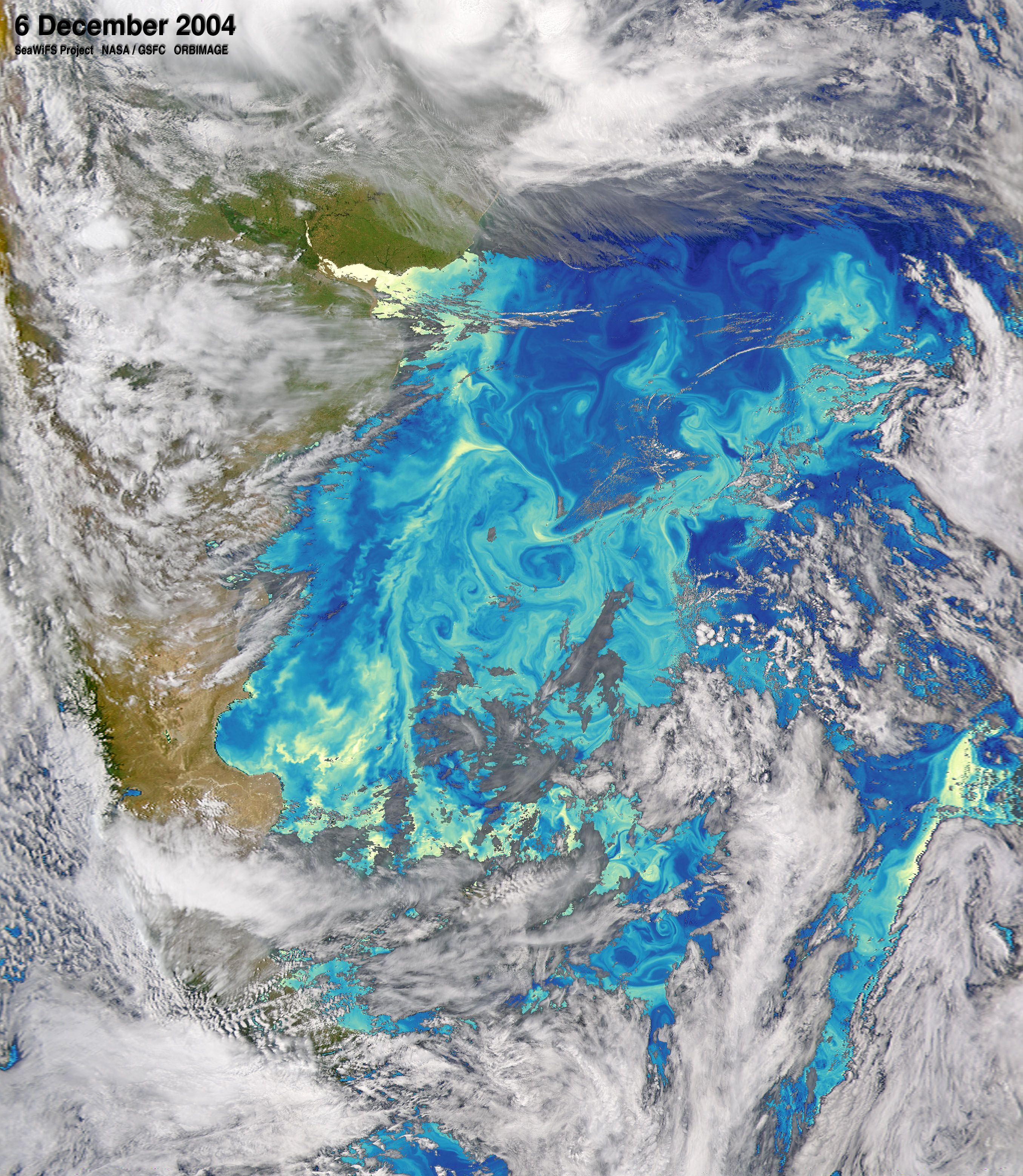
포클랜드 해류는 남극순환류의 북쪽에서 브라질-포클랜드 합류점으로 영양분이 풍부한 냉수를 수송한다. 식물성플랑크톤 엽록소 농도는 파란색(낮은 농도)와 노란색(높은 농도)으로 표시된다.

남극 해빙은 정기적으로 순환하며, 그 양은 2월에서 3월까지 가장 적고, 8월부터 9월까지 최고치에 달한다. 빙하의 수치는 1973년부터 인공위성에 의해 관찰되어 왔다. 빙하 아래의 심층수가 용승하고 빙하가 녹으면서 그 용융된 물은 많은 영양분을 가져온다. 식물성플랑크톤은 유기물을 생산하는 광합성을 한다. 이때, 식물성플랑크톤의 순 생산은 수층의 수직혼합 깊이와 임계수심간의 관계가 밀접하게 연관되어있는데 수중 총 광합성량과 총 호흡량이 같을때의 수심인 임계수심이 혼합수심보다 깊으면 총 광합성량이 총 호흡량보다 커서 순 생산이 가능하다. 따라서 이 경우 임계 수심이 혼합수심보다 깊으므로 순 1차 생산이 가능하다. 빙하가 녹으면서 epontic 조류가 번식의 첫 단계를 지배하는데 남쪽 빙하가 녹은 뒤 규조류에 의해 많이 번식한다.
식물성플랑크톤의 번식은 규조류가 우세하고, 외해의 요각류와 대륙과 가까운 크릴새우가 이를 뜯어 먹는다. 여름 내내 규조류가 생산된다. 이에 크릴새우 개체수는 유지되고 이 지역으로 많은 수의 고래류, 두족류, 바다표범, 새, 물고기들이 유입된다.
식물성플랑크톤의 번식은 남반구 봄의 복사조도와, 여름에 생물학적으로 이용 가능한 철분에 의해 제한되는 것으로 여겨진다. 이 지역 생물학의 대부분은 아열대, 아남극, 남극 극지방 주요 해류 전선을 따라 발생한다. 이 지역은 온도 변화에 따라 잘 정의되어 있는 지역이다. 또한 식물성플랑크톤의 크기와 분포는 전선과 관련이 있다. 마이크로식물성플랑크톤(>20μm) 은 전선과 해빙의 경계에서 발견되는 반면에 나노식물성플랑크톤(<20μm)은 전선 사이에서 발견된다.
남반구의 식물성플랑크톤 종에 대한 연구는 남극환류는 규조류가 우세하며, 웨들해(웨델해)는 풍부한 원석조류(coccolithophorids)와 규질편모류(silicoflagellates)가 있다는 것을 보여주었다. 또한 남서인도양에 대한 조사에 따르면 극 전선과 관련된 위치에 근거하여 식물성플랑크톤집단이 변화함을 보여주는데, 전선의 남쪽에는 돌말류가 우세하고 전선의 북쪽에는 더 높은 개체군에 속하는 와편모류(dinoflagellates)와 편모충류(flagellates)가 우세하다.
일부 연구는 온실가스 흡수원으로서의 남극 식물성플랑크톤에 관한 연구가 실행되었다. 빙하가 용융된 물이 남아있는 바다는 식물성플랑크톤이 번식하기 좋은 지역이다. 식물성플랑크톤은 광합성을 하는 동안에 대기로부터 탄소를 흡수한다. 식물성플랑크톤이 죽고 가라앉으면 탄소의 형태로 퇴적되는데, 그 탄소는 수천 년 동안 퇴적물에 저장될 수 있다. 이 자연 탄소 흡수원은 매년 바다로부터 350만 톤 정도 제거할 것이라 추정하고 있다. 바다와 대기에서 가져온 이 350만 톤의 탄소는 1280만톤의 이산화탄소와 맞먹는다.

## 연구
2008년 5월 19명의 과학자들에 의한 탐험은 8개의 맥쿼리 리지 해산의 지질학과 생물학을 연구했을 뿐만 아니라 남극해의 지구 온난화의 영향을 조사하기 위한 해류도 연구했다. 원형 극류는 대서양, 인도양, 태평양의 물을 병합하고 전 세계의 모든 강에서 흐르는 물의 양을 150배까지 운반한다. 이 연구는 해류에 의해 영양이 공급된 냉수 산호에 대한 어떤 손상도 오래 지속된다는 것을 발견했다. 주극의 해류를 연구한 결과, 그것이 수중 생물 다양성뿐만 아니라 지역과 지구 기후에 강하게 영향을 미치는 것이 분명하다.
해류는 어니스트 섀클턴(Ernest Shackleton)의 배와 같은 목표물에 도달하는 것으로부터 목재가 지겨운 '선박 벌레'를 막음으로써 나무로 된 난파선 보존을 돕는다.

## 같이 보기
- 남극
- 남극해